# Sterpoaia
Sterpoaia – wieś w Rumunii, w okręgu Gorj, w gminie Aninoasa. W 2011 roku liczyła 864 mieszkańców.